# Gangahalli, Sidlaghatta
Gangahalli là một làng thuộc tehsil Sidlaghatta, huyện Kolar, bang Karnataka, Ấn Độ.